# Acanthuchus brevicornis
Acanthuchus brevicornis är en insektsart som beskrevs av Goding 1949. Acanthuchus brevicornis ingår i släktet Acanthuchus och familjen hornstritar. Inga underarter finns listade i Catalogue of Life.